# Virologia molecular

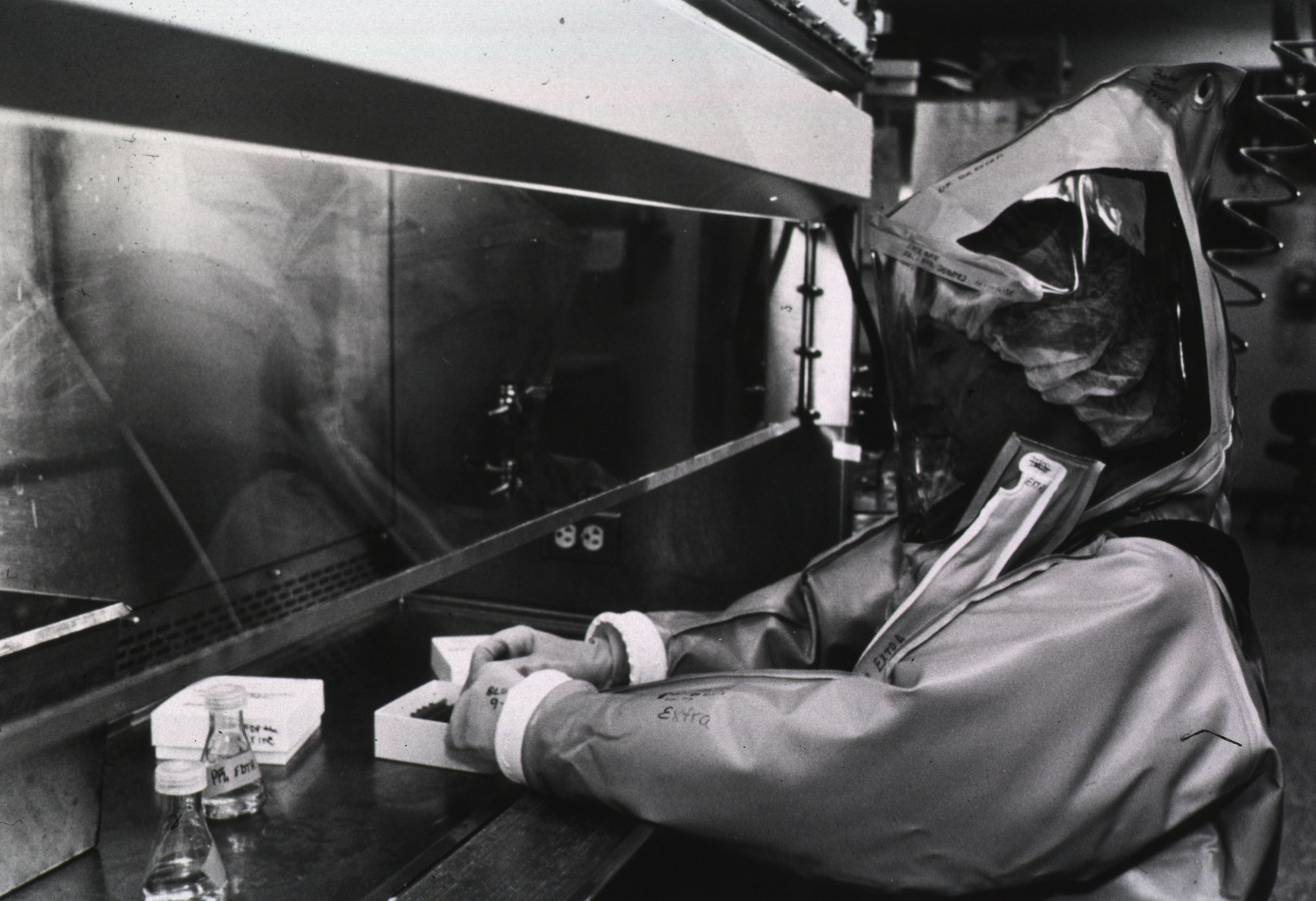
Trabalhador do CDC no laboratório de virologia de contenção máxima

A virologia molecular é o estudo de vírus ao nível molecular. Os vírus são parasitas submicroscópicos que se replicam nas células do hospedeiro. Eles são capazes de infectar e parasitar com sucesso todas as categorias de formas de vida - de microorganismos a plantas e animais - e como resultado os vírus têm mais diversidade biológica do que o resto dos reinos bacteriano, vegetal e animal juntos. Estudar essa diversidade é a chave para um melhor entendimento de como os vírus interagem com seus hospedeiros, se replicam dentro deles e causam doenças.